# Great Magazine of Timepieces
Pour les articles homonymes, voir GMT (homonymie).
GMT ou Great Magazine of Timepieces, est un média horloger suisse fondé en l’an 2000.
Il s’agit d’un magazine « business to consumer » à parution trimestrielle (plus deux hors-séries), dont le tirage est assuré en deux versions bilingues (français/anglais et allemand/anglais). Outre sa vente en kiosque, il est le premier magazine de luxe suisse à avoir été distribué gratuitement tout en ciblant activement les grosses fortunes, touristes et hommes d’affaires directement sur leurs lieux de passage (hôtels, lounges d’aéroports, restaurants, galeries d’art etc.). En octobre 2015, le magazine a célébré, en présence de nombreux acteurs du monde horloger, sa 15e année de parution.

## Description
Outre sa vente en kiosque, il est le premier magazine de luxe suisse à avoir été distribué gratuitement tout en ciblant activement les grosses fortunes, touristes et hommes d’affaires. Il est édité par GMT publishing (possédé conjointement par Edipresse et Brice Lechevalier).

## Historique
En 1999, le projet GMT est né de l’association de deux amis amateurs d’horlogerie, Brice Lechevalier et Pierre Jacques. Leur ambition était de proposer un magazine esthétique, à l’image des pièces horlogères qu’il présente et commente. Très vite, les deux jeunes entrepreneurs se rendent compte qu’aucun magazine de luxe suisse n’est positionné sur le segment de la distribution gratuite à destination d’un lectorat haut de gamme. Par la suite, ce modèle économique connaîtra dans son sillage un essor sans précédent avec l’apparition de nouveaux magazines à l’instar de Côte Magazine, Cig’Art ou encore Sur La Terre Switzerland, pour n’en citer que quelques-uns.
En 2000, le premier numéro de GMT est présenté lors de Baselworld, la plus grande foire horlogère au monde. La couverture met en scène à cette occasion une montre de la manufacture Roger Dubuis, la MuchMore à quantième simple bi-rétrograde en or rose, avec phase de lune, automatique et produite à 28 exemplaires.
EN 2002, GMT se lance dans l’aventure à l’étranger avec la première parution du GMT Belux (Belgique-Luxembourg). C’est le début d’une longue série d’éditions internationales avec les GMT XXL États-Unis, Russie-Ukraine et Paris-Monaco.
En 2007, fort de son succès et de sa progression internationale, GMT reçoit une offre de rachat de la part du groupe Edipresse. Les deux associés décident alors de vendre leurs parts, tout en restant actifs dans l’édition du magazine.
En 2009, Pierre Jacques quitte la société et par la même occasion le monde de l’édition pour se reconvertir dans la distribution de garde-temps.
En 2012, Brice Lechevalier redevient actionnaire de GMT, à égalité avec la famille Lamunière, propriétaire du groupe Edipresse. C’est l’occasion pour ce dernier de se réinvestir dans le pilotage économique du magazine.
En 2014, GMT ainsi que deux autres médias : le site internet horloger WorldTempus et le magazine nautique Skippers, voile & océan), sont regroupés au sein de l’entreprise GMT Publishing Sàrl,,.

## Diffusion et publication
En 1999, le projet GMT est né de l’association de deux amis amateurs d’horlogerie, Brice Lechevalier et Pierre Jacques. Leur ambition était de proposer un magazine esthétique, à l’image des pièces horlogères qu’il présente et commente. Très vite, les deux jeunes entrepreneurs se rendent compte qu’aucun magazine de luxe suisse n’est positionné sur le segment de la distribution gratuite à destination d’un lectorat haut de gamme. Par la suite, ce modèle économique connaîtra dans son sillage un essor sans précédent avec l’apparition de nouveaux magazines à l’instar de Côte Magazine, Cig’Art ou encore Sur La Terre Switzerland, pour n’en citer que quelques-uns.
En 2000, le premier numéro de GMT est présenté lors de Baselworld, la plus grande foire horlogère au monde. La couverture met en scène à cette occasion une montre de la manufacture Roger Dubuis, la MuchMore à quantième simple bi-rétrograde en or rose, avec phase de lune, automatique et produite à 28 exemplaires.
EN 2002, GMT se lance dans l’aventure à l’étranger avec la première parution du GMT Belux (Belgique-Luxembourg). C’est le début d’une longue série d’éditions internationales avec les GMT XXL États-Unis, Russie-Ukraine et Paris-Monaco.
En 2007, fort de son succès et de sa progression internationale, GMT reçoit une offre de rachat de la part du groupe Edipresse. Les deux associés décident alors de vendre leurs parts, tout en restant actifs dans l’édition du magazine.
En 2009, Pierre Jacques quitte la société et par la même occasion le monde de l’édition pour se reconvertir dans la distribution de garde-temps.
En 2012, Brice Lechevalier redevient actionnaire de GMT, à égalité avec la famille Lamunière, propriétaire du groupe Edipresse. C’est l’occasion pour ce dernier de se réinvestir dans le pilotage économique du magazine.
En 2014, GMT ainsi que deux autres médias : le site internet horloger Worldtempus.com et le magazine nautique Skippers, voile & océan, sont regroupés au sein de l’entreprise GMT Publishing Sàrl.
En 2019, lancement de GMT Africa avec la société Hole19 Group basée au Nigeria.
GMT est le seul magazine horloger suisse « business to consumer » DONT LE TIRAGE EST AUDITE ET certifié par la REMP. La diffusion validée est de 23'849 exemplaires.

### Audience
Depuis l’année 2013, GMT est certifié par la REMP, une entreprise d’audit indépendante qui réalise des statistiques sur la diffusion des médias en Suisse. Il s’agit du seul magazine horloger suisse « business to consumer » dans ce cas.

### Publications
GMT est le magazine horloger suisse « business to consumer » qui possède la plus forte fréquence de parution. En plus de sa sortie trimestrielle, GMT assure la diffusion de deux hors-séries ainsi que d’un magazine diffusé internationalement.

#### Hors-séries
Le GMT XXL est un numéro estival anglophone dédié à la haute horlogerie et haute joaillerie. Imprimé en format A3 avec un grammage du papier important, ses dimensions permettent une mise exergue sans précédent des pièces horlogères sur un support papier.  
Le GMT Lady & Jewellery est le seul magazine suisse entièrement consacré à l’horlogerie féminine et à la joaillerie. Cependant, il est tout autant destiné au lectorat masculin à la recherche d’informations dans le but d’offrir un cadeau haut de gamme.

#### GMT XXL World (hors-série)
Lancé en 2013, le GMT XXL World est l’édition internationale de GMT, diffusée dans la même version à 100 000 exemplaires, en anglais, et dans plus de 80 pays. Chaque année, sa sortie coïncide avec le Monaco Yacht Show, un rendez-vous particulièrement prisé des grandes fortunes. Il est également diffusé en tant que partenaire média sur les yacht shows de Cannes, Miami, Singapour, Phuket, Palm Beach ainsi qu’à la SuperYacht Cup de Palma, entre autres. Parmi ses principaux partenaires de distribution à travers le monde, on retrouve des enseignes leader dans chaque secteur du luxe, telles que Lamborghini, Kempinski, Prestige Yachts, la banque privée Mirabaud ou encore TAG Aviation.
GMT XXL World est également distribué, de septembre à mai, dans tous les salons horlogers majeurs ainsi qu’en marge de certains évènements sportifs ou jetset tels que le Hong Kong Tatler Ball.
| Monaco Yacht Show                                 | Septembre (28-01, 2016) |
| Voile de St-Tropez                                | Septembre               |
| Time Avenue Haute Horlogerie, Mumbai              | Octobre (18-19, 2015)   |
| Dubai Watch Week by Ahmed Seddiqi & Sons and GPHG | Octobre (18-22,2015)    |
| SIAR Mexico                                       | Octobre (20-22, 2015)   |
| MunichTime                                        | Octobre (28-30,2016)    |
| SalonQP London                                    | Novembre (12-14, 2015)  |
| Vienna Time                                       | Novembre (4-6, 2016)    |
| Belles Montres Paris                              | Novembre (27-29, 2015)  |
| Master of Time Macau                              | Décembre – février      |
| SIHH Geneva                                       | Janvier                 |
| Baselworld                                        | Mars                    |
| TimeCrafters New York                             | Mai (13-15, 2016)       |
| GP de F1 Monaco                                   | Mai                     |
| Salon Couture Las Vegas                           | Juin (2-6,2016)         |

Depuis 2002, GMT a lancé sont format XXL dans plusieurs pays comme la Russie, l’Ukraine, les États-Unis, la France ou encore le Benelux. Le XXL World a permis d’offrir un produit standardisé, répondant aux besoins de diffusion de GMT à l’international. En lieu est place de nombreuses déclinaisons pour chaque pays, la stratégie du groupe a consisté en la production d’une seule publication à très forte diffusion.

## Partenariat

### Financial Times
Depuis son lancement en l’an 2000, les abonnés suisses du Financial Times reçoivent chaque numéro de GMT. Ce partenariat de longue date a permis à GMT de toucher dès son lancement un lectorat proche du milieu des affaires.

### Geneva Watch Tour
Geneva Watch Tour est un circuit touristique horloger, imaginé afin de mettre en valeur le patrimoine horloger de la ville de Genève. Cette initiative permet de renforcer sa position dans le tourisme horloger Suisse qui a vu se développer au fil des ans une concurrence de plus en plus forte avec d’autres métropoles du pays.  
À cet effet, GMT édite un supplément annuel présentant une dizaine de monuments historiques ainsi que la centaine de boutiques horlogères implantées au centre-ville.
Cette initiative inédite a permis la construction d’un partenariat avec l’Office du Tourisme de Genève qui distribue un plan qui permet la découverte des monuments horlogers ainsi que des boutiques par les visiteurs.  

### Grand Prix d’Horlogerie de Genève
GMT est l’éditeur officiel du catalogue du Grand Prix d’Horlogerie de Genève depuis 2012. Cette brochure spéciale, distribuée chaque année avec le GMT d’automne, permet au public de découvrir les garde-temps nommés par le jury du Grand Prix d’Horlogerie de Genève, soit les plus belles montres de l’année écoulée.

### Watch Photo Awards
Créé par le rédacteur en chef de GMT, Brice Lechevalier, le Watch Photo Awards est le premier concours international de photos de montres ouvert au grand public. Lancé en 2018, il a rassemblé plus de 1000 propriétaires de montres issus de 50 pays qui ont participé au WPA pendant 6 mois. Un jury d’expert a sélectionné 60 photos (10 par mois) qui ont fait l’objet d’une exposition itinérante au Musée d’Art et d’Histoire de Genève, à Miami Watches & Wonders et à Baselworld en 2019. GMT y est étroitement associé.

### Personnalités
En 2008, le célèbre designer français Philippe Starck a préfacé la première édition du GMT XXL Paris-Monaco.
En 2012, Carlo Lamprecht, le Président du Grand Prix d’Horlogerie de Genève a travaillé avec GMT à conceptualiser, puis populariser l’appellation « 12e art » pour désigner l’art de  la mesure du temps. L’idée sous-jacente est de défendre la dimension artistique de la création horlogère à l’instar des grandes disciplines telles que la peinture, la musique, le cinéma etc.
En 2015, Jean-Daniel Pasche, Président de la Fédération de l’industrie horlogère suisse, a adressé ses vœux au monde horloger à travers GMT. Cette démarche a permis de renforcer et de légitimer GMT comme un acteur pivot de la scène horlogère suisse.

## Les rédacteurs en chef et journalistes marquants
- Brice lechevalier : rédacteur en chef actuel
- Michel Lamunière
- Pierre Jacques